# Гурдан-Полиньян
Гурда́н-Полинья́н (фр. Gourdan-Polignan, окс. Gordan e Polinhan) — коммуна во Франции, находится в регионе Юг — Пиренеи. Департамент — Верхняя Гаронна. Входит в состав кантона Барбазан. Округ коммуны — Сен-Годенс.
Код INSEE коммуны — 31224.

## География
Коммуна расположена приблизительно в 660 км к югу от Парижа, в 95 км к юго-западу от Тулузы.
На севере коммуны протекает река Гаронна.

## Климат
Климат умеренно-океанический. Зима мягкая и снежная, весна характеризуется сильными дождями и грозами, лето сухое и жаркое, осень солнечная. Преобладают сильные юго-восточные и северо-западные ветры.

## Население
Население коммуны на 2010 год составляло 1359 человек.
| 1962 | 1968 | 1975 | 1982 | 1990 | 1999 | 2010 |
| ---- | ---- | ---- | ---- | ---- | ---- | ---- |
| 1531 | 1664 | 1656 | 1394 | 1221 | 1193 | 1359 |

## Администрация
| Период | Период | Фамилия          | Партия                  | Примечания |
| ------ | ------ | ---------------- | ----------------------- | ---------- |
| 1971   | 2004   | Рене Арно        | Социалистическая партия |            |
| 2004   | 2008   | Эдмон Сарту      |                         |            |
| 2008   | 2014   | Серж Лоней       |                         |            |
| 2014   | 2020   | Патрик Сольнерон |                         |            |

## Экономика
В 2010 году среди 863 человек трудоспособного возраста (15—64 лет) 467 были экономически активными, 396 — неактивными (показатель активности — 54,1 %, в 1999 году было 61,2 %). Из 467 активных жителей работали 373 человека (209 мужчин и 164 женщины), безработных было 94 (46 мужчин и 48 женщин). Среди 396 неактивных 235 человек были учениками или студентами, 91 — пенсионерами, 70 были неактивными по другим причинам.

## Достопримечательности
- Церковь Св. Викентия
- Часовня Нотр-Дам
- Ров Пикон. Археологический памятник, исторический памятник с 1956 года[4]
- Пещера Элефан («Пещера слона», эпоха палеолита). Исторический памятник с 1956 года[5]
- Мост через реку Гаронна (XIX век). Исторический памятник с 1984 года[6]

## Фотогалерея

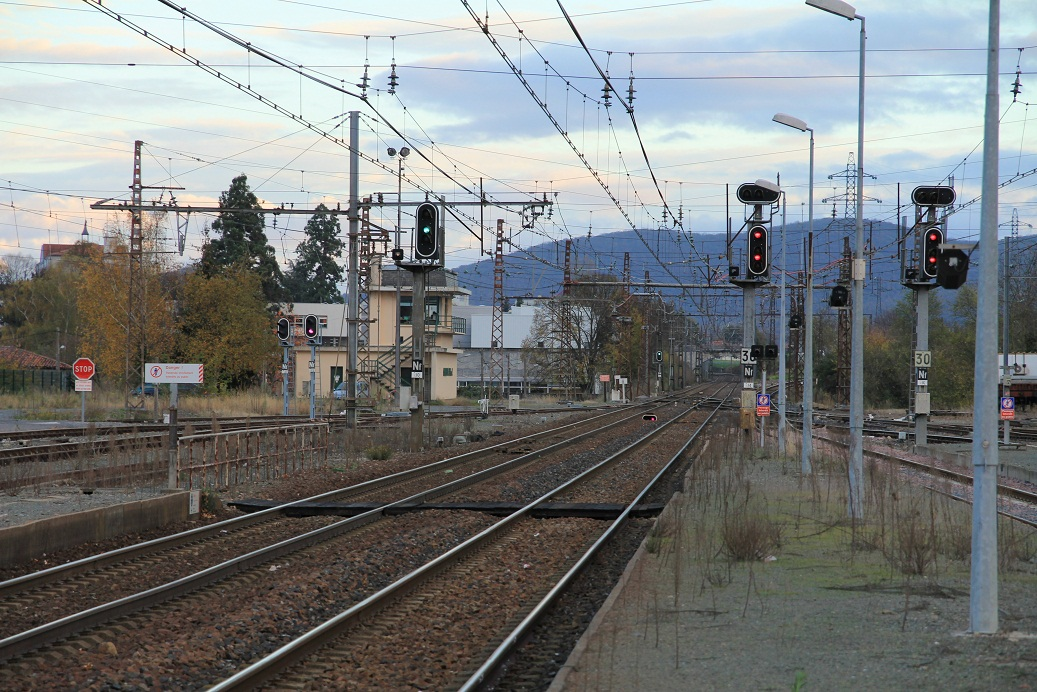
Вокзал
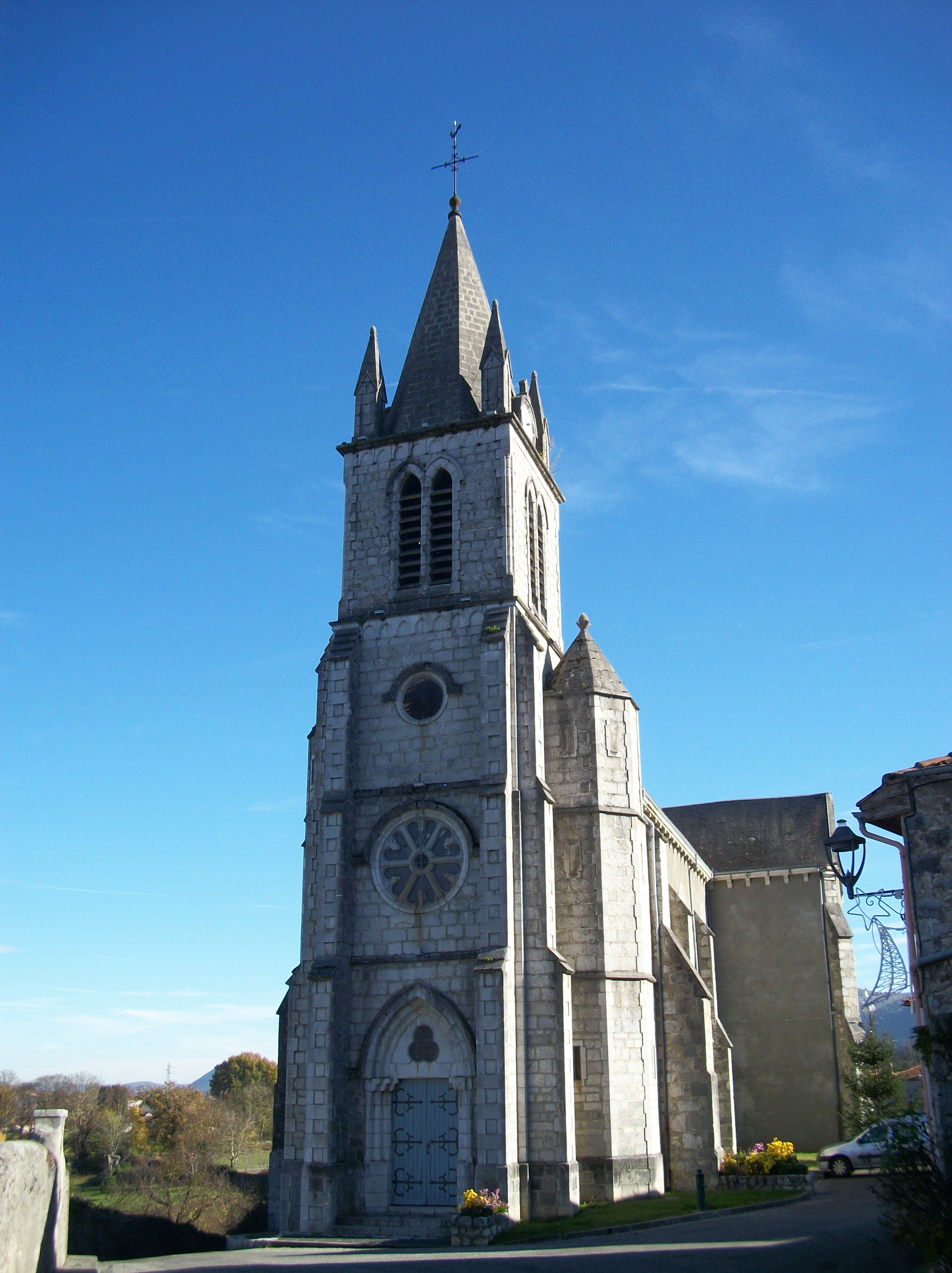
Церковь
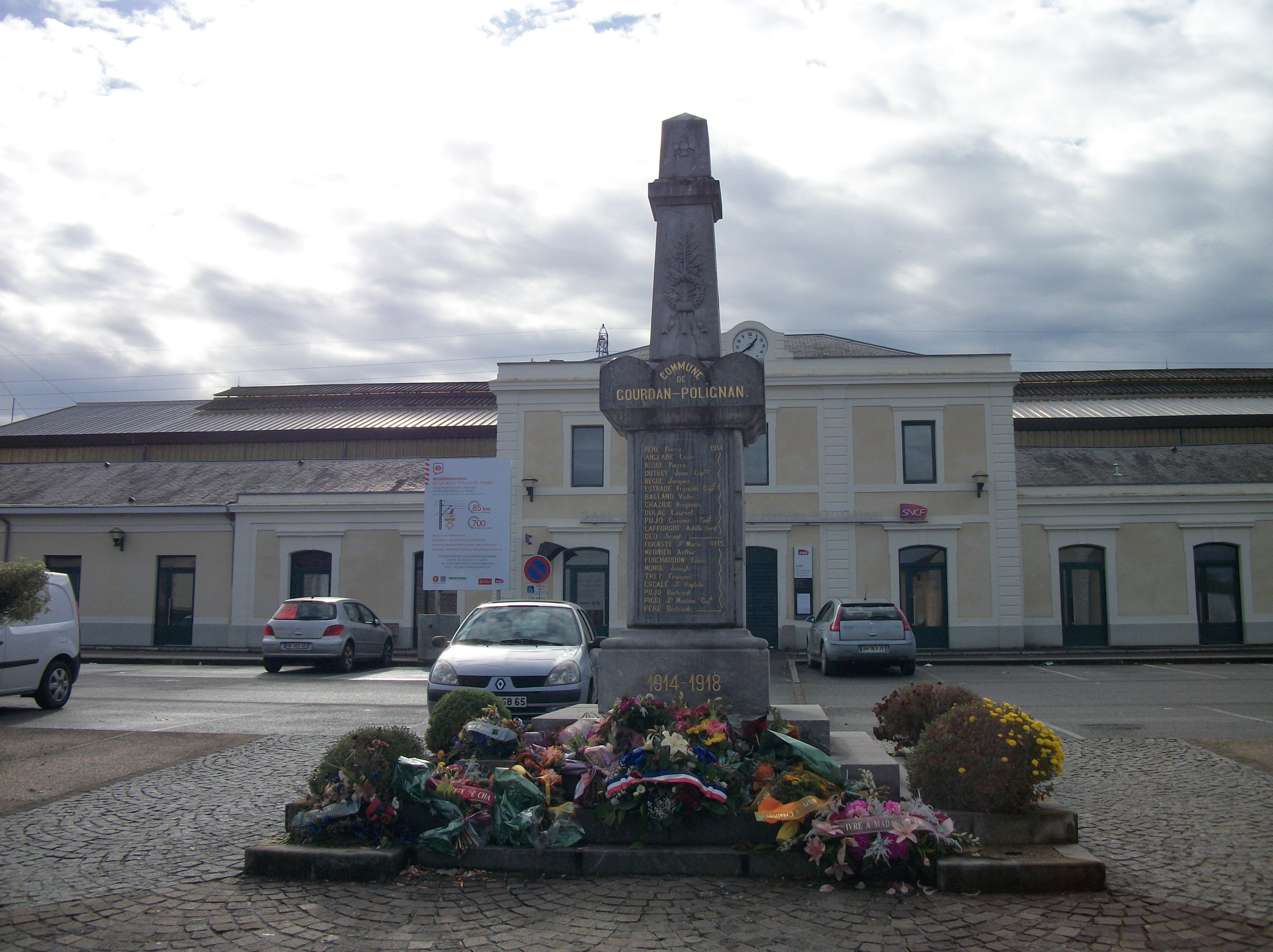
Монумент павшим
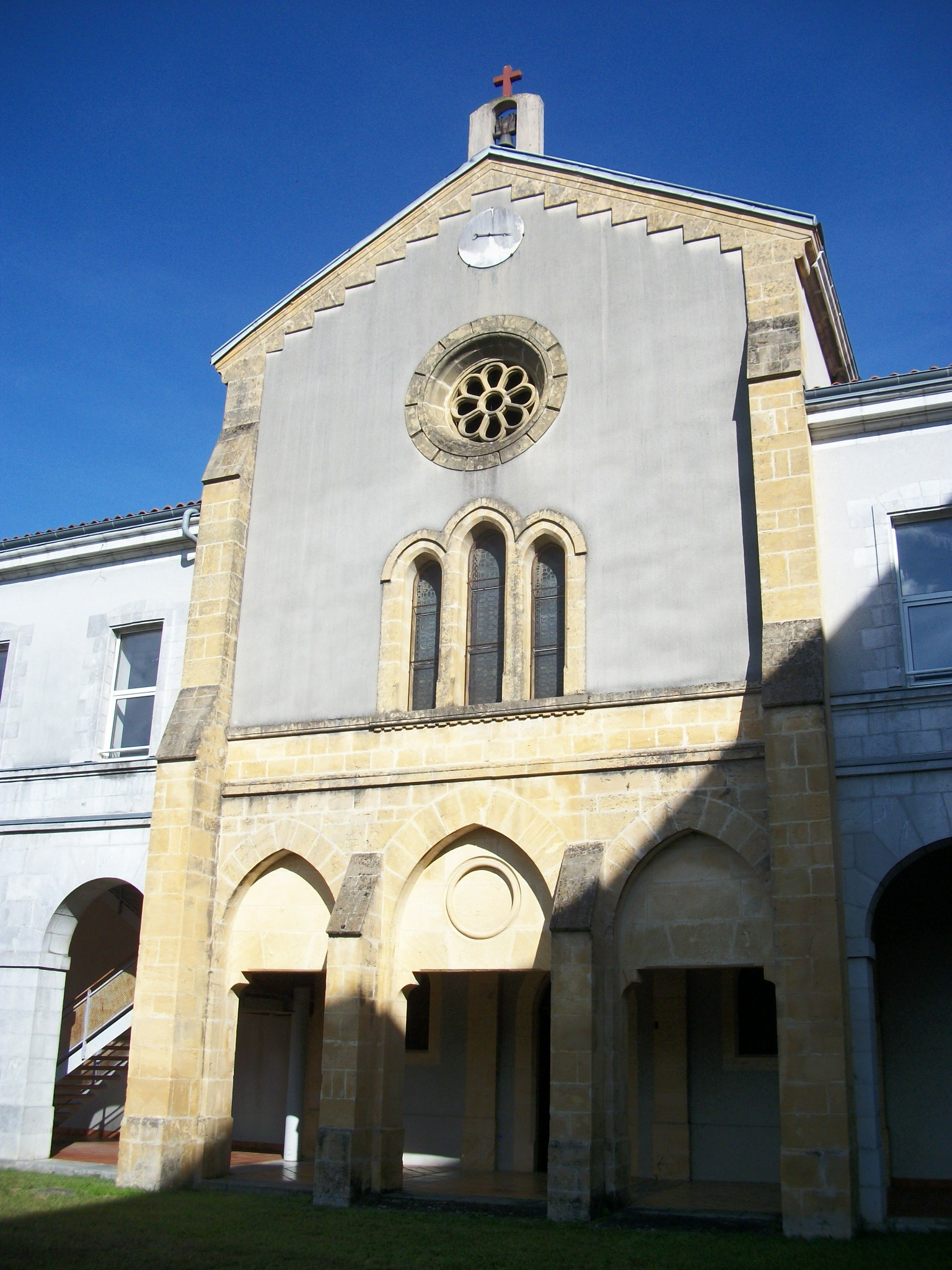
Капелла
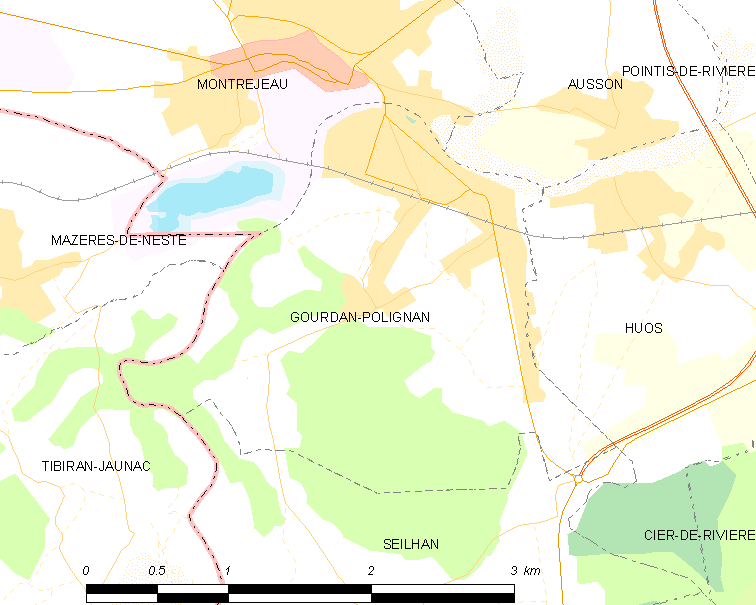
Карта коммуны